# Глиницы
Глиницы (укр. Глиниці) — село в Яворовской городской общине Яворовского района Львовской области Украины.
Население по переписи 2001 года составляло 1375 человек. Занимает площадь 2,03 км². Почтовый индекс — 81034. Телефонный код — 3259.

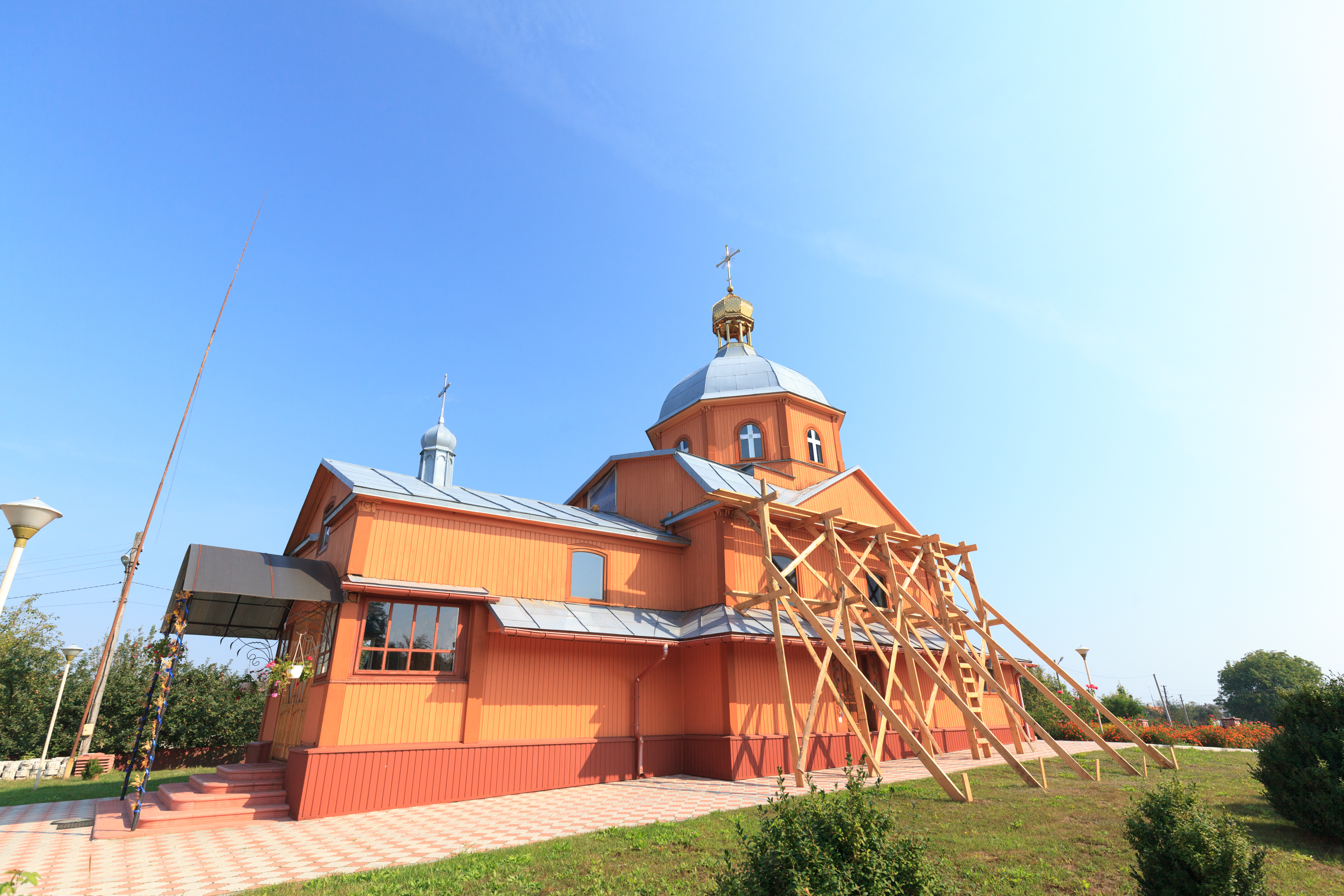
Церковь Рождества Богородицы